# Rateče
Rateče je naselje u slovenskoj Općini Kranjskoj Gori. Rateče se nalazi u pokrajini Gorenjskoj i statističkoj regiji Gorenjskoj. 

## Stanovništvo
Prema popisu stanovništva iz 2002. godine naselje je imalo 639 stanovnika.